# Pante Macassar
Pante Macassar – miasto w Timorze Wschodnim, stolica administracyjna dystryktu-eksklawy Oecussi-Ambeno, położone 281 km na zachód od stolicy kraju Dili. Miasto zamieszkuje 4730 osób.